# Hans Wilhelmi

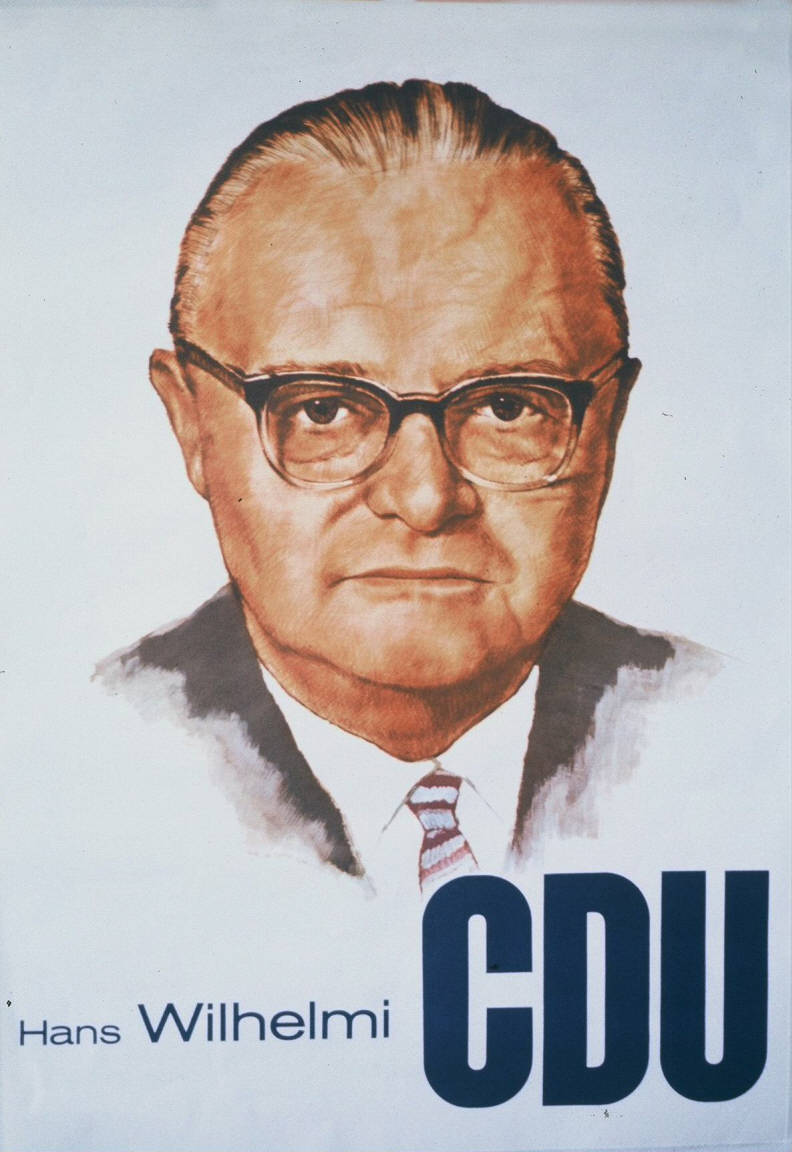
Wahlplakat 1961

Hans Wilhelmi (* 27. August 1899 in Mainz; † 5. Juni 1970 in Frankfurt am Main) war ein deutscher Politiker (CDU). 
1960/61 war er Bundesminister für den wirtschaftlichen Besitz des Bundes.

## Ausbildung und Beruf
Wilhelmi war ein Sohn des Obersts und Regimentskommandeurs Ludwig Wilhelm Wilhelmi (1859–1914) und dessen Ehefrau Sophie geb. Kalle (1868–1920). Er wuchs in Jüterbog, Stettin, Saarbrücken und Frankfurt am Main auf. Im Ersten Weltkrieg wurde er als Fahnenjunker schwer verwundet und erhielt das Eiserne Kreuz I. Klasse. 1919 machte Wilhelmi das Abitur und absolvierte anschließend ein Studium der Rechtswissenschaft und der Volkswirtschaftslehre in Göttingen und Bonn, welches er 1923 mit der Promotion zum Dr. jur. mit der Arbeit Das Reichsheimstättengesetz vom 10. Mai 1920  beendete. Er war seit 1919 Mitglied im Corps Hannovera. Seit 1924 war er als Rechtsanwalt und seit 1932 auch als Notar in Frankfurt am Main tätig. Ursprünglich mit einem jüdischen Kollegen assoziiert, schloss er sich nach dessen Emigration 1933 mit dem Kollegen Karl Rasor zu einer Sozietät zusammen. 1936 legten Wilhelmi und Rasor ihre Kanzlei mit derjenigen der Kollegen Jacob Flesch und Otto Wedesweiler zusammen. Flesch, dem als „Halbjuden“ ein Berufsverbot erteilt worden war, beschränkte sich in der NS-Zeit auf eine Tätigkeit als juristischer Mitarbeiter. Mit Wedesweiler und Herbert Wörbelauer gründete er den Bund Deutscher Nationaler Juristen als einen Gegenverband zum Nationalsozialistischen Rechtswahrerbund. und war gemeinsam mit diesen ein bekannter Gegner des Nationalsozialismus, der auch 1937 persönlich in Der Stürmer als „gesinnungsloser Anwalt“ für „jüdische Silberlinge“ diffamiert wurde.
Wilhelmi wurde 1939 zum Heer (Wehrmacht) eingezogen. Als Hauptmann und Regimentsadjutant erhielt er das Eiserne Kreuz II. und I. Klasse. 1945 kehrte er aus der Kriegsgefangenschaft zurück. Er nahm mit seinen Kollegen wieder die Arbeit in der Kanzlei auf, die als Kanzlei mit vier Anwaltsnotaren nach dem Krieg die größte Kanzlei in Frankfurt am Main war. Als Jurist wurde er insbesondere durch den von ihm gemeinsam mit Reinhard von Godin seit 1937 herausgegebenen Kommentar zum Aktiengesetz bekannt. Die Kanzlei wurde von seinen Söhnen Carl-Heinz und Sylvester Wilhelmi fortgeführt.

## Politik
1945 zählte Wilhelmi zu den Mitbegründern der CDU. Von 1946 bis 1957 war er Mitglied der Frankfurter Stadtverordnetenversammlung und hier in dieser Zeit Fraktionsvorsitzender der CDU Hessen. Von 1957 bis 1969 war er Mitglied des Deutschen Bundestages. Hier war er von 1964 bis 1969 Vorsitzender des Rechtsausschusses. Er zog stets über die Landesliste Hessen in den Deutschen Bundestag ein.
Am 4. Mai 1960 wurde er als Nachfolger des verstorbenen Hermann Lindrath als Bundesminister für den wirtschaftlichen Besitz des Bundes in die von Bundeskanzler Konrad Adenauer geleitete Bundesregierung (Kabinett Adenauer III) berufen. Nach der Bundestagswahl 1961 beanspruchte die erstarkte FDP das Schatzministerium, so dass Wilhelmi am 14. November 1961 aus der Bundesregierung ausscheiden musste.

## Ehrenämter
Wilhelmi war schon seit den 1920er Jahren Synodaler der Evangelischen Landeskirche Frankfurt am Main und gehörte dort 1934 zu den Mitbegründern der Bekennenden Kirche. 1936 wurde er Präses der Bekenntnissynode der Evangelischen Landeskirche Nassau-Hessen. Von 1947 bis 1969 war er Präses der Synode der Evangelischen Kirche in Hessen und Nassau.

## Ehrungen
- Eisernes Kreuz
- Ehrenplakette der Stadt Frankfurt am Main (1957)
- Großes Bundesverdienstkreuz mit Stern (1965)
- Großes Bundesverdienstkreuz mit Stern und Schulterband (1969)[5]

## Schriften
- v. Godin/Wilhelmi: Aktiengesetz. Kommentar.